# Zina Garrison
Zina Lynna Garrison, född 16 november 1963 i Houston i Texas, är en amerikansk högerhänt tidigare professionell tennisspelare. 

## Tenniskarriären
Zina Garrison blev professionell tennisspelare 1982. Under karriären vann hon 14 singel- och 20 dubbeltitlar, därtill två dubbeltitlar i ITF-turneringar. Hon vann tre mixed dubbeltitlar i Grand Slam-turneringar och nådde singelfinal i Wimbledonmästerskapen (1990). Hon vann guldmedaljen i dubbel i Olympiska sommarspelen i Seoul 1988. År 1989 rankades hon vid slutet av säsongen som nummer fyra i singel. Garrison upphörde med internationell tävlingstennis 1997. Hon vann i prispengar totalt 4 590 816 amerikanska dollar.
Garrison debuterade i Franska öppna som proffs 1982 och nådde kvartsfinal. Året därpå, 1983, nådde hon semifinal i Australiska öppna. Sin första WTA-titel i singel vann hon 1984 (Zürich). År 1985 spelade hon semifinal i Wimbledon. Säsongen 1986 vann hon sin första dubbeltitel tillsammans med Gabriela Sabatini i Canadian Open.
Säsongen 1987 inledde Zina Garrison i Australiska öppna med att vinna mixed dubbel-titeln tillsammans med Sherwood Stewart. I samma turnering nådde hon också dubbelfinalen.
I de olympiska sommarspelen 1988 vann hon guldmedaljen i dubbel tillsammans med Pam Shriver. I finalen besegrade det amerikanska paret ett spelarpar från Tjeckoslovakien (Jana Novotná och Helena Suková). I singel vann Garrison brons. Samma år vann hon tillsammans med Stewart mixed dubbel-titeln i Wimbledon.
Garrison nådde sommaren 1990 finalen i Wimbledonmästerskapen, vilket var hennes enda GS-final i singel. I kvartsfinalen besegrade hon Monica Seles och i semifinalen titelförsvararen Steffi Graf (6–3, 3–6, 6–4). I finalen ställdes hon mot Martina Navratilova, som blev för svår. Navratilova segrade med 6–4, 6–1. Garrison vann dock i samma turnering den tredje GS-titeln i mixed dubbel.
År 1992 spelade hon sin sista GS-final, dubbeln i Australiska öppna (tillsammans med amerikanskan Mary Joe Fernandez.
Zina Garrison deltog i det amerikanska Fed Cup-laget periodvis 1984–1994. Hon spelade totalt 27 matcher av vilka hon vann 22. Sexton av matcherna var i dubbel. I 11 av dessa spelade hon tillsammans med den puertoricanska spelaren Gigi Fernandez. Åren 1987–88 spelade hon i det amerikanska Wightman Cup-laget.

## Spelaren och personen
Zina Garrison, som är etnisk afro-amerikanska, föddes som den yngsta i en syskonskara om sju barn. Hon började spela tennis som tioåring och spelade sin första turnering vid tolv års ålder. Redan som 14-åring vann hon de nationella mästerskapen för juniorer upp till 18 år. År 1981 rankades hon som juniorvärldsetta i singel efter segrar i juniorklassen i både Wimbledon och US Open. 
Efter att ha slutat tävlingsspela på WTA-touren har hon bland annat arbetat som tenniskommentator på televisionen. Hon gifte sig 1989 med Willard Jackson, men skiljde sig senare.

## Grand Slam-titlar
- Australiska öppna
  - Mixed dubbel - 1987
- Wimbledonmästerskapen
  - Mixed dubbel - 1988, 1990